# Fort Jesup
Fort Jesup es un lugar designado por el censo ubicado en la parroquia de Sabine en el estado estadounidense de Luisiana. En el Censo de 2010 tenía una población de 509 habitantes y una densidad poblacional de 45,69 personas por km².

## Historia
Fue un fuerte creado por el ejército de los EE. UU. comandado por Zachary Taylor en 1822, cerca de la frontera con el naciente Primer Imperio mexicano, producida la Anexión de Texas el fuerte fue abandonado en 1846.

## Geografía
Fort Jesup se encuentra ubicado en las coordenadas 31°36′41″N 93°24′22″O / 31.61139, -93.40611. Según la Oficina del Censo de los Estados Unidos, Fort Jesup tiene una superficie total de 11.14 km², de la cual 11.09 km² corresponden a tierra firme y (0.44%) 0.05 km² es agua.

## Demografía
Según el censo de 2010, había 509 personas residiendo en Fort Jesup. La densidad de población era de 45,69 hab./km². De los 509 habitantes, Fort Jesup estaba compuesto por el 89.39% blancos, el 1.77% eran afroamericanos, el 5.3% eran amerindios, el 0.2% eran asiáticos, el 0% eran isleños del Pacífico, el 0.39% eran de otras razas y el 2.95% pertenecían a dos o más razas. Del total de la población el 3.34% eran hispanos o latinos de cualquier raza.